# Galeus springeri
Galeus springeri es una especie de peces de la familia Scyliorhinidae en el orden de los Carcharhiniformes.

## Morfología
• Los machos pueden llegar alcanzar los 31,8 cm de longitud total.

## Hábitat
Es un pez de mar que vive entre 450-700 m de profundidad.

## Distribución geográfica
Se encuentra en las Pequeñas Antillas, Puerto Rico, la costa norte de la Española y Cuba.